# Элмер, Хокон
Хокон Элмер (дат. Haakon Elmer; 27 августа 1909 — 8 апреля 1984) — датский органист и дирижёр.
В середине 1930-х гг. руководил хором Копенгагенского народного университета. Затем обосновался в Сённерборге как органист, в 1936 г. основал в городе любительский оркестр (впоследствии Симфонический оркестр Южной Ютландии) и руководил им вплоть до 1965 г., доведя коллектив до обретения профессионального статуса двумя годами раньше. Затем работал с Любительским оркестром острова Фюн (дат. Fyns amatørsymfoniorkester) из Оденсе, продолжая занимать пост органиста в Сённерборге (до 1978 г.). Некоторые редакции Элмера вошли в составленный Хенриком Гланом сборник органной музыки Нидерландов и Северной Германии второй половины XVII века. Бюст Элмера работы скульптора Николауса Вединга установлен в сённерборгском Доме музыки.